# Salernitana Calcio 1919 2009-2010
Questa pagina raccoglie i dati riguardanti la Salernitana Calcio 1919 nelle competizioni ufficiali della stagione 2009-2010.

## Stagione

### Il ritorno dell'ippocampo

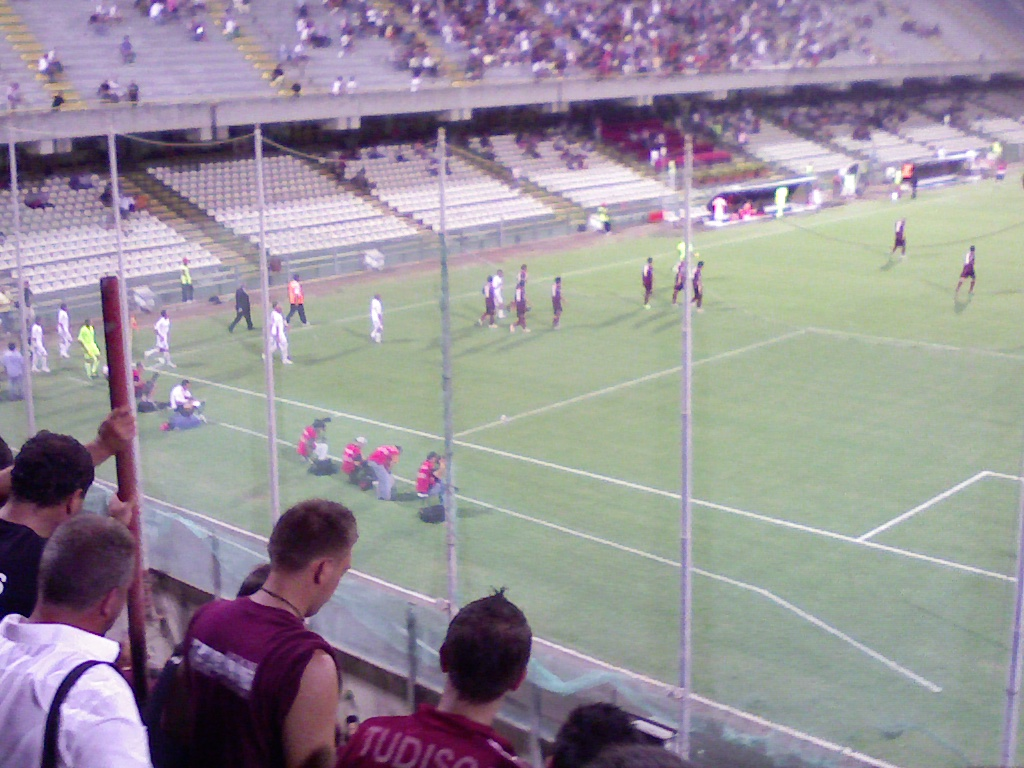
I giocatori di Salernitana e Benevento che insieme alla terna arbitrale tornano in campo per disputare il secondo tempo della gara di Coppa Italia 2009-2010

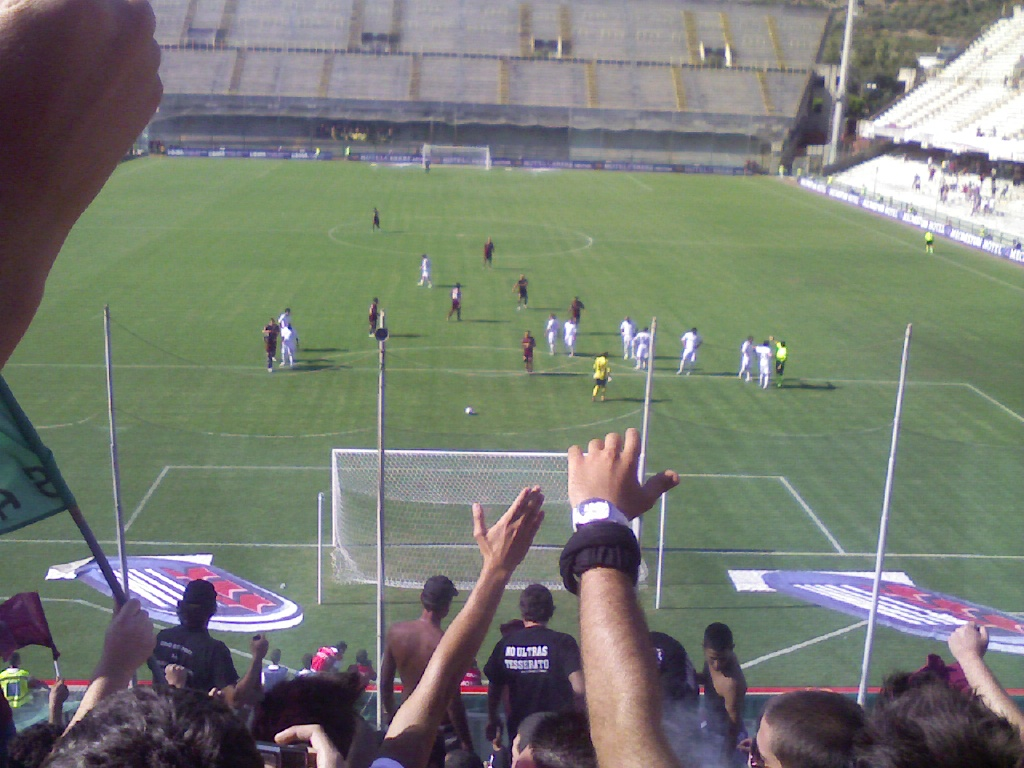
Salernitana- 2009-2010: Francesco Cozza dal dischetto si accinge a battere il calcio di rigore del provvisorio 1-0 per i granata

La stagione 2009-2010 della Salernitana rappresenta anche la stagione del novantesimo anno di storia del club campano, che il presidente Antonio Lombardi decide di commemorare acquistando il marchio storico della società e gli altri beni immateriali del club, che ha posseduto fino all'esclusione dai tornei professionistici della società precedente (la Salernitana Sport) avvenuta nel 2005.
Quella del novantesimo anno è una delle più brutte stagioni calcistiche di sempre per la storia della squadra campana. Inoltre mai, in novant'anni di storia, la Salernitana aveva subito 10 sconfitte consecutive nei campionati a cui ha preso parte. Il precedente record negativo era di 9 sconfitte di fila, registrato nella stagione 2002-2003.

### Dal mercato estivo al doppio cambio di allenatore (Brini-Cari-Grassadonia)
Il mercato estivo della società granata parte bene, infatti il 3 luglio arriva, svincolato dalla Reggina, l'attaccante Francesco Cozza e dopo appena una settimana arrivano cinque giocatori a Salerno: il portiere Ciro Polito dal Catania, il difensore centrale Mariano Stendardo fratello dell'ex Guglielmo dal Genoa, l'esterno di difesa Gianluca Galasso (già ex), quello di centrocampo Giuseppe Statella e l'attaccante Francesco Caputo tutti e tre dal Bari. Il 15 luglio vengono acquistati Vincenzo Pepe a parametro zero dall'Avellino retrocessa in Serie D per mancata iscrizione alla Lega professionisti, il centrocampista Tiago Moraes, 22 anni, cresciuto nelle giovanili di Flamengo e Botafogo, l'esterno sinistro Alexandre Oprey, 25 anni, che si è formato nel vivaio di Santos e Atletico Paranaense, Davide Carcuro, centrocampista ventiduenne del Crotone, uno dei pallini di Francesco Moriero nell'esperienza in Calabria: l'ex Inter avrebbe allora voluto portarlo con sé al Frosinone, ma i granata beffano la concorrenza, assicurandosi il giovane giocatore in anticipo. Inoltre arrivano alte forze giovani a rinforzare la rosa, e nel frattempo ad agosto la squadra, dopo il ritiro a Nocera Umbra, comincia giocando in Coppa Italia.
La Salernitana conferma inizialmente il tecnico Fabio Brini, colui che nella stagione precedente aveva condotto i granata alla salvezza dalla retrocessione in Lega Pro e che aveva scoperto il talento di un giovane calciatore peruviano: Roberto Merino.
Proprio Merino è il simbolo della campagna abbonamenti della nuova stagione agonistica (insieme ad Agostino Di Bartolomei), ma sfortunatamente il giovane fantasista si infortuna ancor prima che il campionato cominci.
I ragazzi di Brini riescono a battere il Benevento nella gara unica disputata all'Arechi, grazie al rigore trasformato dal giovane Caputo. La vittoria consente alla Salernitana di accedere al secondo turno, in cui se la vedrà col Napoli al San Paolo, dove sarà sconfitta per 3 reti a zero.
La settimana seguente comincia il campionato e la squadra è in piena crisi. Gli infortuni di Cozza e Merino, inoltre, rendono ancora più problematica la situazione. A torneo in corso la dirigenza ritorna sul mercato per acquistare Montervino dal Napoli e ingaggiare lo svincolato Millesi. I nuovi acquisti e il ritorno in campo di Cozza, non servono a evitare la quarta sconfitta consecutiva, arrivata in casa contro il Modena.
Una volta rientrato dall'infortunio che lo ha costretto a non giocare fino alla fine di dicembre, Roberto Merino trova una squadra ultima in classifica e prossima alla retrocessione. Trova anche un allenatore nuovo: Gianluca Grassadonia, che ha sostituito Marco Cari, che ha sostituito Fabio Brini.

### Dal "mercato di riparazione" alla penalizzazione e retrocessione
Nella sessione invernale di calciomercato la dirigenza campana cerca di rinforzare la rosa acquistando prima Andrea Capone poi Iacopo Balestri e, cercando di correre ai ripari dalla figuraccia fatta nel girone di andata, tenta di compiere ulteriori operazioni di calciomercato, cercando di rinforzare un attacco che fino a quel momento si è rivelato abbastanza sterile.
Alla seconda giornata del girone di ritorno la squadra campana riesce a imporsi sull'Ancona sconfiggendo la squadra in lotta per la promozione con un netto 3-0 grazie al nuovo acquisto Federico Dionisi, attaccante prelevato dal Livorno che realizza una doppietta, e grazie a un finalmente ritrovato Roberto Merino, che oltre a realizzare la prima rete si rende protagonista di una prestazione decisiva ai fini del risultato ottenuto.
Il 19 marzo 2010, la Corte di Giustizia Federale della FIGC, riunitasi per discutere del presunto illecito della partita Potenza-Salernitana del 20 aprile 2008, ha inflitto una penalizzazione di 6 punti alla società granata. La stagione dei campani si conclude con sette giornate di anticipo: in seguito alla sconfitta subita contro l'Empoli per 5-2 (Empoli (FI), 13 aprile) la Salerno calcistica è matematicamente condannata alla retrocessione in Lega Pro Prima Divisione.

## Divise e sponsor
Lo sponsor tecnico per la stagione 2009-2010 è Givova, mentre lo sponsor ufficiale è Lombardi Costruzioni. Dopo quattro anni sulle magliette della Salernitana ritorna il simbolo dell'ippocampo come logo della squadra: il presidente Antonio Lombardi decide di accontentare la tifoseria vincendo all'asta tutti i beni immateriali della precedente Salernitana Sport (società fallita nel 2006).
| Casa | Trasferta | Terza divisa |

## Organigramma societario
Elenco degli addetti ai lavori nella società Salernitana Calcio 1919
Area direttiva
- Presidente: Antonio Lombardi
- Direttore Sportivo: Nicola Salerno
- Direttore Organizzativo: Antonio Loschiavo
- Segretario Generale: Sergio Leoni
- Addetto agli arbitri: Cosimo D'Angelo
- Addetto Stampa: Francesco D'Ambrosio
- Segreteria Presidenza: Alessandra Antonini
- Responsabile Settore Giovanile: Gaetano Zeoli
- Segretario Settore Giovanile: Vincenzo D'Ambrosio
- Responsabile alla Sicurezza: Nicola Manzo

Area tecnica
- Allenatore: Gianluca Grassadonia
- Allenatore in seconda: Stefano Renzi
- Preparatore Atletico:
  - Marco Minnucci
  - Salvatore D'andrea
- Preparatore Portieri: Luigi Genovese
- Team Manager: Gennaro Gagliano

Area sanitaria
- Responsabile Sanitario: Andrea D'Alessandro
- Medico Sociale:  Italo Leo, su italoleo.it.

Area marketing
- Amministrazione Biglietteria: Maria Vernieri
- Area Marketing e Organizzazione Eventi:
  - Napoli Marketing
  - Service Agency
  - Raffaella Sergio

## Rosa[10][11]
| N. |                   | Ruolo | Calciatore            |
| -- | ----------------- | ----- | --------------------- |
| 1  | Italia (bandiera) | P     | Rino Iuliano          |
| 2  | Grecia (bandiera) | D     | Geōrgios Kyriazīs     |
| 4  | Italia (bandiera) | C     | Andrea Tricarico      |
| 3  | Italia (bandiera) | C     | Jacopo Balestri       |
| 5  | Italia (bandiera) | D     | Luca Fusco (capitano) |
| 6  | Italia (bandiera) | D     | Mariano Stendardo     |
| 7  | Italia (bandiera) | D     | Gianluca Galasso      |
| 8  | Italia (bandiera) | C     | Manolo Pestrin        |
| 8  | Italia (bandiera) | C     | Federico Dionisi      |
| 9  | Italia (bandiera) | A     | Emanuele Ferraro      |
| 10 | Perù (bandiera)   | C     | Roberto Merino        |
| 11 | Italia (bandiera) | C     | Giuseppe Statella     |
| 13 | Italia (bandiera) | P     | Piero Robertiello     |
| 14 | Italia (bandiera) | D     | Salvatore Russo       |
| 15 | Italia (bandiera) | D     | Errico Altobello      |
| 16 | Italia (bandiera) | P     | Ciro Polito           |
| 17 | Italia (bandiera) | C     | Danilo Soddimo        |
| 18 | Italia (bandiera) | A     | Francesco Caputo      |
| 20 | Italia (bandiera) | C     | Vincenzo Pepe         |
| 21 | Italia (bandiera) | D     | Maurizio Peccarisi    |
| 23 | Italia (bandiera) | D     | Enrico Pepe           |

| N. |                    | Ruolo | Calciatore           |
| -- | ------------------ | ----- | -------------------- |
| 24 | Italia (bandiera)  | A     | Saverio Cartone      |
| 25 | Marocco (bandiera) | C     | Abderrazzak Jadid    |
| 28 | Italia (bandiera)  | C     | Davide Carcuro       |
| 29 | Italia (bandiera)  | C     | Vincenzo Fusco       |
| 30 | Italia (bandiera)  | C     | Andrea Capone        |
| 31 | Italia (bandiera)  | A     | Dino Fava Passaro    |
| 33 | Italia (bandiera)  | D     | Francesco Agresta    |
| 34 | Italia (bandiera)  | D     | Alessandro Bastrini  |
| 36 | Italia (bandiera)  | D     | Vincenzo Pastore     |
| 37 | Italia (bandiera)  | D     | Andrea Pippa         |
| 39 | Italia (bandiera)  | C     | Evans Soligo         |
| 40 | Italia (bandiera)  | C     | Domenico Franco      |
| 41 | Italia (bandiera)  | C     | Daniele Cirillo      |
| 44 | Italia (bandiera)  | C     | Francesco Montervino |
| 77 | Italia (bandiera)  | C     | Francesco Cozza      |
| 80 | Italia (bandiera)  | C     | Francesco Millesi    |
| 82 | Italia (bandiera)  | A     | Luca Orlando         |
| 84 | Brasile (bandiera) | D     | Filipe Machado       |
| 88 | Italia (bandiera)  | D     | Luca Brunetti        |
| 90 | Italia (bandiera)  | A     | Elio Siano           |

## Calciomercato

### Sessione estiva
| Acquisti | Acquisti             | Acquisti       | Acquisti      |
| R.       | Nome                 | da             | Modalità      |
| -------- | -------------------- | -------------- | ------------- |
| P        | Ciro Polito          | Catania        |               |
| D        | Andrea Pippa         | Catanzaro      | fine prestito |
| D        | Alessandro Bastrini  | Sampdoria      |               |
| D        | Filipe Machado       |                | svincolato    |
| D        | Mariano Stendardo    | Genoa          |               |
| D        | Gianluca Galasso     | Bari           |               |
| C        | Francesco Cozza      |                | svincolato    |
| C        | Rocco Giannone       | Cassino        | fine prestito |
| C        | Giuseppe Statella    | Bari           |               |
| C        | Francesco Millesi    |                | svincolato    |
| C        | Francesco Montervino | Napoli         |               |
| C        | Danilo Soddimo       | Sampdoria      |               |
| A        | Fabrizio Cammarata   | Sambenedettese | fine prestito |
| A        | Emanuele Ferraro     | Piacenza       | fine prestito |
| A        | Dino Fava Passaro    |                | svincolato    |
| C        | Abderrazzak Jadid    |                | svincolato    |

| Cessioni | Cessioni             | Cessioni  | Cessioni      |
| R.       | Nome                 | a         | Modalità      |
| -------- | -------------------- | --------- | ------------- |
| P        | Salvatore Pinna      |           | svincolato    |
| P        | Tommaso Berni        |           | fine prestito |
| D        | Roberto Cardinale    |           | svincolato    |
| D        | Ivan Fatić           |           | fine prestito |
| D        | Angelo Siniscalchi   | Ascoli    |               |
| D        | Juriy Cannarsa       |           | svincolato    |
| C        | Emmanuel Ledesma     |           | fine prestito |
| C        | Maurizio Ciaramitaro |           | fine prestito |
| C        | Francesco Scarpa     | Paganese  |               |
| C        | Lucano               | Cassino   |               |
| A        | Antimo Iunco         |           | fine prestito |
| A        | Fabrizio Cammarata   | Pro Vasto |               |
| A        | Bardeggia            | Cassino   |               |
| A        | Dino Fava Passaro    |           | fine prestito |
| A        | Massimo Ganci        | Pescara   |               |
| A        | Arturo Di Napoli     | Messina   | svincolato    |

### Sessione invernale
| Acquisti | Acquisti         | Acquisti | Acquisti                         |
| R.       | Nome             | da       | Modalità                         |
| -------- | ---------------- | -------- | -------------------------------- |
| C        | Andrea Capone    | Grosseto |                                  |
| D        | Iacopo Balestri  | Mantova  |                                  |
| A        | Federico Dionisi | Livorno  | prestito con diritto di riscatto |
| A        | Adriano Montalto | Lecco    |                                  |

| Cessioni | Cessioni          | Cessioni | Cessioni                         |
| R.       | Nome              | a        | Modalità                         |
| -------- | ----------------- | -------- | -------------------------------- |
| C        | Danilo Soddimo    |          | fine prestito                    |
| C        | Manolo Pestrin    | Torino   | prestito con diritto di riscatto |
| D        | Filipe Machado    |          | rescissione consensuale          |
| C        | Francesco Millesi | Foggia   |                                  |
| C        | Giuseppe Statella | Torino   |                                  |
| D        | Vincenzo Fusco    |          | rescissione consensuale          |

## Risultati

### Serie B
Calendario del campionato della Salernitana

#### Girone di andata
| Arbitro: | De Marco (Chiavari) |

|            |           |                         |
| Caputo 81’ | Marcatori | 34’ Santoruvo 42’ Basha |

| Arbitro: | Doveri (Roma) |

|                            |           |  |
| Colacone 35’ Zavagno 90+4’ | Marcatori |  |

| Arbitro: | Gava (Conegliano) |

|                  |           |                  |
| Cozza 49’ (rig.) | Marcatori | 83’, 90+5’ Bruno |

| Arbitro: | Giannocaro (Lecce) |

|                                   |           |  |
| Della Rocca 46’ (rig.) Godeas 77’ | Marcatori |  |

| Arbitro: | Mazzoleni (Bergamo) |

|  |           |                                         |
|  | Marcatori | 15’ Diana 63’ Di Michele 81’ R. Bianchi |

| Piacenza 22 settembre 2009, ore 20:45 CEST 6ª giornata | Piacenza            | 0 – 0 referto | Salernitana | Stadio Leonardo Garilli (2.800 spett.)\| Arbitro: \| Tagliavento (Terni) \| |
| Arbitro:                                               | Tagliavento (Terni) |               |             |                                                                             |

| Salerno 26 settembre 2009, ore 15:30 CEST 7ª giornata | Salernitana         | 0 – 0 referto | Ascoli | Stadio Arechi (6.239 spett.)\| Arbitro: \| Pierpaoli (Firenze) \| |
| Arbitro:                                              | Pierpaoli (Firenze) |               |        |                                                                   |

| Arbitro: | Pinzani (Empoli) |

|                              |           |  |
| Schelotto 7’, 57’ Matute 76’ | Marcatori |  |

| Arbitro: | Calvarese (Teramo) |

|         |           |                             |
| Fava 2’ | Marcatori | 37’ Pettinari 80’ Ardemagni |

| Arbitro: | Valeri (Roma) |

|            |           |  |
| Corvia 22’ | Marcatori |  |

| Arbitro: | Ciampi (Roma) |

|                                            |           |          |
| M. Stendardo 5’ Cozza 22’, 54’ Pestrin 85’ | Marcatori | 88’ Zito |

| Arbitro: | Giannocaro (Lecce) |

|                                      |           |             |
| Buscè 32’ Cascione 54’ Missiroli 89’ | Marcatori | 90+2’ Jadid |

| Arbitro: | Gallione (Alessandria) |

|                                         |           |               |
| Di Nardo 32’ Soncin 63’ (rig.) Bovo 90’ | Marcatori | 8’ E. Ferraro |

| Arbitro: | Bergonzi (Genova) |

|            |           |  |
| Caputo 74’ | Marcatori |  |

| Arbitro: | N. Stefanini (Prato) |

|                         |           |                    |
| Pinilla 36’ (rig.), 41’ | Marcatori | 1’ Soligo 82’ Pepe |

| Arbitro: | Gervasoni (Mantova) |

|           |           |                                                 |
| Soligo 5’ | Marcatori | 39’ Pallante 63’ Di Carmine 90+1’ F. Di Gennaro |

| Arbitro: | Mazzoleni (Bergamo) |

|           |           |               |
| Caridi 7’ | Marcatori | 21’ Tricarico |

| Arbitro: | Giannoccaro (Lecce) |

|                    |           |            |
| M. Stendardo 45+1’ | Marcatori | 42’ Perico |

| Arbitro: | Peruzzo (Schio) |

|                                                 |           |                        |
| Balestri 36’ (aut.) Quadrini 45’ Martinetti 51’ | Marcatori | 57’ Soligo 66’ Dionisi |

| Arbitro: | Saccani (Mantova) |

|            |           |                                                  |
| Soligo 26’ | Marcatori | 23’ Possanzini 30’ Vass 84’ (rig.) A. Caracciolo |

| Vicenza 9 gennaio 2010, ore 15:30 CET 21ª giornata | Vicenza              | 0 – 0 referto | Salernitana | Stadio Romeo Menti (6.117 spett.)\| Arbitro: \| N. Stefanini (Prato) \| |
| Arbitro:                                           | N. Stefanini (Prato) |               |             |                                                                         |

#### Girone di ritorno
| Arbitro: | Tommasi (Bassano del Grappa) |

|                 |           |  |
| Troianiello 24’ | Marcatori |  |

| Arbitro: | Ciampi (Roma) |

|                                    |           |  |
| Merino 58’ (rig.) Dionisi 81’, 85’ | Marcatori |  |

| Arbitro: | Doveri (Roma) |

|                    |           |  |
| Pinardi 70’ (rig.) | Marcatori |  |

| Arbitro: | Romeo (Verona) |

|            |           |                                  |
| Caputo 79’ | Marcatori | 35’ Siligardi 39’ (rig.) Testini |

| Arbitro: | N. Stefanini (Prato) |

|                                  |           |                              |
| Barusso 8’ R. Bianchi 80’ (rig.) | Marcatori | 9’, 60’ Dionisi 40’ Kyriazis |

| Arbitro: | Velotto (Grosseto) |

|                   |           |  |
| Merino 59’ (rig.) | Marcatori |  |

| Arbitro: | Ciampi (Roma) |

|                                       |           |                          |
| Lupoli 18’, 70’ Luci 67’ Tiboni 90+1’ | Marcatori | 15’ Dionisi 51’ Kyriazis |

| Salerno 13 marzo 2010, ore 15:30 CET 29ª giornata | Salernitana    | 0 – 0 referto | Cesena | Stadio Arechi (5.858 spett.)\| Arbitro: \| Orsato (Schio) \| |
| Arbitro:                                          | Orsato (Schio) |               |        |                                                              |

| Arbitro: | Calvarese (Teramo) |

|               |           |  |
| Ardemagni 13’ | Marcatori |  |

| Arbitro: | Giancola (Vasto) |

|           |           |                           |
| Cozza 12’ | Marcatori | 10’ Munari 48’ Di Michele |

| Arbitro: | Baracani (Firenze) |

|                              |           |  |
| Ginestra 33’ Fava 89’ (aut.) | Marcatori |  |

| Arbitro: | Gallione (Alessandria) |

|  |           |                           |
|  | Marcatori | 16’ Missiroli 39’ Brienza |

| Salerno 9 aprile 2010, ore 21:00 CEST 34ª giornata | Salernitana  | 0 – 0 referto | Padova | Stadio Arechi (4000 spett.)\| Arbitro: \| Nasca (Bari) \| |
| Arbitro:                                           | Nasca (Bari) |               |        |                                                           |

| Arbitro: | Giancola (Vasto) |

|                                                     |           |                        |
| Éder 39’, 42’ (rig.), 58’ (rig.), 60’ Marianini 88’ | Marcatori | 16’ Dionisi 20’ Caputo |

| Arbitro: | Gallione (Alessandria) |

|                             |           |                                     |
| Dionisi 18’ Caputo 58’, 65’ | Marcatori | 4’, 77’ Pichlmann 16’, 66’ Vitiello |

| Arbitro: | Doveri (Roma) |

|                                      |           |                  |
| M. Scaglia 15’, 22’ (rig.) Centi 74’ | Marcatori | 10’, 72’ Orlando |

| Arbitro: | Valeri (Roma) |

|             |           |                                               |
| Dionisi 36’ | Marcatori | 29’ (rig.) Caridi 41’ Locatelli 54’ Pellicori |

| Arbitro: | Pierpaoli (Firenze) |

|                                            |           |                               |
| Laner 80’ Ruopolo 84’ Cellini 90+4’ (rig.) | Marcatori | 61’ (rig.) Dionisi 64’ Capone |

| Arbitro: | Tommasi (Bassano del Grappa) |

|           |           |                                    |
| Siano 80’ | Marcatori | 16’ Quadrini 34’, 47’, 67’ Noselli |

| Arbitro: | N. Stefanini (Prato) |

|                                          |           |  |
| A. Caracciolo 18’ Rispoli 28’ Taddei 57’ | Marcatori |  |

| Arbitro: | Brighi (Cesena) |

|  |           |            |
|  | Marcatori | 9’ Gavazzi |

### Coppa Italia
| Arbitro: | Giannoccaro (Lecce) |

|                   |           |  |
| Caputo 56’ (rig.) | Marcatori |  |

| Arbitro: | Gervasoni (Mantova) |

|                                   |           |  |
| Maggio 29’ Lavezzi 43’ Hoffer 84’ | Marcatori |  |

## Statistiche

### Statistiche di squadra
| Competizione | Punti | In casa | In casa | In casa | In casa | In casa | In casa | In trasferta | In trasferta | In trasferta | In trasferta | In trasferta | In trasferta | Totale | Totale | Totale | Totale | Totale | Totale | DR  |
| Competizione | Punti | G       | V       | N       | P       | Gf      | Gs      | G            | V            | N            | P            | Gf           | Gs           | G      | V      | N      | P      | Gf     | Gs     | DR  |
| ------------ | ----- | ------- | ------- | ------- | ------- | ------- | ------- | ------------ | ------------ | ------------ | ------------ | ------------ | ------------ | ------ | ------ | ------ | ------ | ------ | ------ | --- |
| Serie B      | 17    | 21      | 4       | 4       | 13      | 22      | 35      | 21           | 1            | 4            | 16           | 18           | 45           | 42     | 5      | 8      | 29     | 40     | 80     | -40 |
| Coppa Italia | -     | 1       | 1       | 0       | 0       | 1       | 0       | 1            | 0            | 0            | 1            | 0            | 3            | 2      | 1      | 0      | 1      | 1      | 3      | -2  |
| Totale       | -     | 22      | 5       | 4       | 13      | 23      | 35      | 22           | 1            | 4            | 17           | 18           | 48           | 44     | 6      | 8      | 30     | 41     | 83     | -42 |

### Andamento in campionato
| Giornata  | 1  | 2  | 3  | 4  | 5  | 6  | 7  | 8  | 9  | 10 | 11 | 12 | 13 | 14 | 15 | 16 | 17 | 18 | 19 | 20 | 21 | 22 | 23 | 24 | 25 | 26 | 27 | 28 | 29 | 30 | 31 | 32 | 33 | 34 | 35 | 36 | 37 | 38 | 39 | 40 | 41 | 42 |
| --------- | -- | -- | -- | -- | -- | -- | -- | -- | -- | -- | -- | -- | -- | -- | -- | -- | -- | -- | -- | -- | -- | -- | -- | -- | -- | -- | -- | -- | -- | -- | -- | -- | -- | -- | -- | -- | -- | -- | -- | -- | -- | -- |
| Luogo     | C  | T  | C  | T  | C  | T  | C  | T  | C  | T  | C  | T  | T  | C  | T  | C  | T  | C  | T  | C  | T  | T  | C  | T  | C  | T  | C  | T  | C  | T  | C  | T  | C  | C  | T  | C  | T  | C  | T  | C  | T  | C  |
| Risultato | P  | P  | P  | P  | P  | N  | N  | P  | P  | P  | V  | P  | P  | V  | N  | P  | N  | N  | P  | P  | N  | P  | V  | P  | P  | V  | V  | P  | N  | P  | P  | P  | P  | N  | P  | P  | P  | P  | P  | P  | P  | P  |
| Posizione | 22 | 22 | 22 | 22 | 22 | 22 | 22 | 22 | 22 | 22 | 22 | 22 | 22 | 22 | 22 | 22 | 22 | 22 | 22 | 22 | 22 | 22 | 22 | 22 | 22 | 22 | 22 | 22 | 22 | 22 | 22 | 22 | 22 | 22 | 22 | 22 | 22 | 22 | 22 | 22 | 22 | 22 |

Fonte:  Classifiche Serie B 2009-2010, su calciometro.it (archiviato dall'url originale il 28 febbraio 2014).
Legenda:

Luogo: N = Campo neutro; C = Casa; T = Trasferta. Risultato: R = Rinviata; V = Vittoria; N = Pareggio; P = Sconfitta.
- = Turno di riposo.

### Statistiche dei giocatori
Sono in corsivo i calciatori che hanno lasciato la società a stagione in corso.
| Giocatore      | Serie B  | Serie B | Serie B     | Serie B    | Coppa Italia | Coppa Italia | Coppa Italia | Coppa Italia | Totale   | Totale | Totale      | Totale     |
| Giocatore      | Presenze | Reti    | Ammonizioni | Espulsioni | Presenze     | Reti         | Ammonizioni  | Espulsioni   | Presenze | Reti   | Ammonizioni | Espulsioni |
| -------------- | -------- | ------- | ----------- | ---------- | ------------ | ------------ | ------------ | ------------ | -------- | ------ | ----------- | ---------- |
| F. Agresta     | -        | -       | -           | -          | 1            | 0            | 0            | 0            | 1        | 0      | 0           | 0          |
| E. Altobello   | -        | -       | -           | -          | -            | -            | -            | -            | -        | -      | -           | -          |
| J. Balestri    | 19       | 0       | 6           | 0          | -            | -            | -            | -            | 19       | 0      | 6           | 0          |
| A. Bastrini    | 23       | 0       | 6           | 2          | 1            | 0            | 0            | 0            | 24       | 0      | 6           | 2          |
| L. Brunetti    | 3        | 0       | 1           | 0          | -            | -            | -            | -            | 3        | 0      | 1           | 0          |
| A. Capone      | 16       | 1       | 1           | 0          | -            | -            | -            | -            | 16       | 1      | 1           | 0          |
| S. Cartone     | 2        | 0       | 0           | 0          | 0            | 0            | 0            | 0            | 2        | 0      | 0           | 0          |
| F. Caputo      | 36       | 6       | 4           | 0          | 2            | 1            | 0            | 0            | 38       | 7      | 4           | 0          |
| D. Carcuro     | 22       | 0       | 3           | 2          | 2            | 0            | 1            | 0            | 24       | 0      | 4           | 2          |
| D. Cirillo     | 1        | 0       | 0           | 0          | -            | -            | -            | -            | 1        | 0      | 0           | 0          |
| F. Cozza       | 15       | 4       | 4           | 0          | -            | -            | -            | -            | 15       | 4      | 4           | 0          |
| F. Dionisi     | 18       | 10      | 6           | 2          | -            | -            | -            | -            | 18       | 10     | 6           | 2          |
| D. Fava        | 20       | 1       | 2           | 1          | -            | -            | -            | -            | 20       | 1      | 2           | 1          |
| E. Ferraro     | 12       | 1       | 2           | 0          | 2            | 0            | 1            | 0            | 14       | 1      | 3           | 0          |
| D. Franco      | 3        | 0       | 0           | 0          | -            | -            | -            | -            | 3        | 0      | 0           | 0          |
| L. Fusco       | 21       | 0       | 7           | 1          | 2            | 0            | 0            | 0            | 23       | 0      | 7           | 1          |
| V. Fusco       | 0        | 0       | 0           | 0          | -            | -            | -            | -            | 0        | 0      | 0           | 0          |
| G. Galasso     | 20       | 0       | 3           | 0          | 2            | 0            | 0            | 0            | 22       | 0      | 3           | 0          |
| R. Iuliano     | 6        | -11     | 2           | 1          | 0            | 0            | 0            | 0            | 6        | -11    | 2           | 1          |
| F. Machado     | 7        | 0       | 1           | 0          | -            | -            | -            | -            | 7        | 0      | 1           | 0          |
| R. Merino      | 25       | 2       | 3           | 1          | -            | -            | -            | -            | 25       | 2      | 3           | 1          |
| A. Jadid       | 20       | 1       | 6           | 0          | -            | -            | -            | -            | 20       | 1      | 6           | 0          |
| G. Kyriazis    | 24       | 2       | 5           | 2          | 2            | 0            | 1            | 0            | 26       | 2      | 6           | 2          |
| F. Millesi     | 7        | 0       | 1           | 0          | -            | -            | -            | -            | 7        | 0      | 1           | 0          |
| F. Montervino  | 20       | 0       | 9           | 1          | -            | -            | -            | -            | 20       | 0      | 9           | 1          |
| L. Orlando     | 8        | 2       | 2           | 0          | -            | -            | -            | -            | 8        | 2      | 2           | 0          |
| V. Pastore     | 3        | 0       | 0           | 0          | -            | -            | -            | -            | 3        | 0      | 0           | 0          |
| A. Pippa       | 11       | 0       | 1           | 0          | -            | -            | -            | -            | 11       | 0      | 1           | 0          |
| M. Peccarisi   | 11       | 0       | 3           | 0          | -            | -            | -            | -            | 11       | 0      | 3           | 0          |
| E. Pepe        | 13       | 0       | 0           | 1          | 0            | 0            | 0            | 0            | 13       | 0      | 0           | 1          |
| V. Pepe        | 18       | 1       | 4           | 0          | 1            | 0            | 0            | 0            | 19       | 1      | 4           | 0          |
| M. Pestrin     | 15       | 1       | 4           | 1          | 1            | 0            | 1            | 0            | 16       | 1      | 5           | 1          |
| C. Polito      | 32       | -52     | 3           | 0          | 2            | -3           | 0            | 0            | 34       | -55    | 3           | 0          |
| P. Robertiello | 5        | -17     | 0           | 0          | -            | -            | -            | -            | 5        | -17    | 0           | 0          |
| S. Russo       | 13       | 0       | 4           | 1          | 1            | 0            | 0            | 0            | 14       | 0      | 4           | 1          |
| E. Siano       | 3        | 1       | 0           | 0          | 0            | 0            | 0            | 0            | 3        | 1      | 0           | 0          |
| D. Soddimo     | 8        | 0       | 4           | 0          | -            | -            | -            | -            | 8        | 0      | 4           | 0          |
| E. Soligo      | 41       | 4       | 6           | 0          | 2            | 0            | 0            | 0            | 43       | 4      | 6           | 0          |
| G. Statella    | 10       | 0       | 1           | 0          | 2            | 0            | 1            | 0            | 12       | 0      | 2           | 0          |
| M. Stendardo   | 28       | 2       | 6           | 0          | 2            | 0            | 0            | 0            | 30       | 2      | 6           | 0          |
| A. Tricarico   | 26       | 1       | 6           | 1          | 2            | 0            | 0            | 0            | 28       | 1      | 6           | 1          |